# Ostrowiec Świętokrzyski

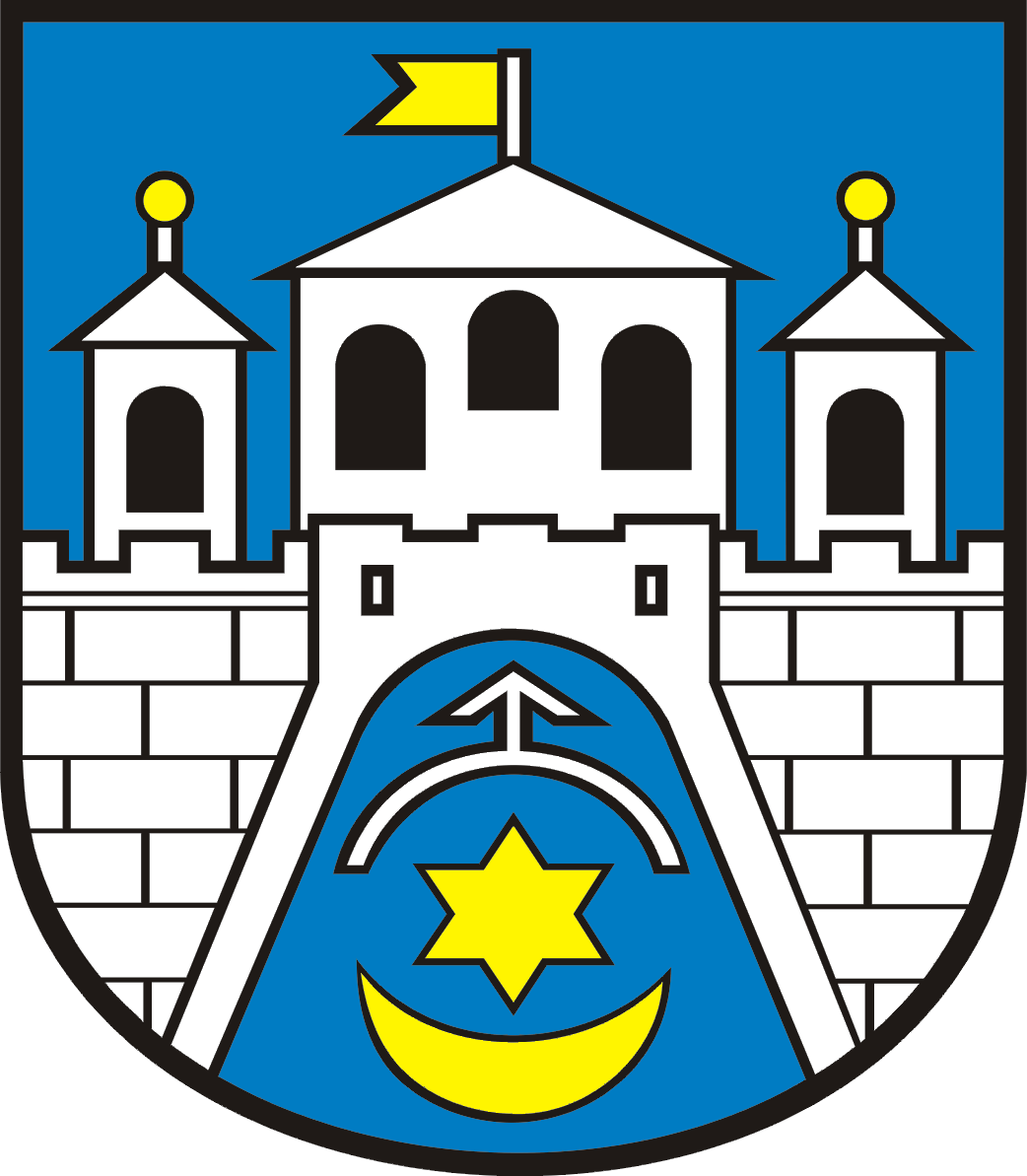
Stemă

Ostrowiec Świętokrzyski este un oraș în Polonia.